# Percy Butler
Percy Butler III (Plaquemine, Luisiana, 29 de mayo de 2000) más conocido como Percy Butler, es un jugador profesional estadounidense de fútbol americano, se desempeña en la posición de safety en Washington Commanders, en la National Football League (NFL).

## Carrera
Fue seleccionado en la cuarta ronda en la Reunión Anual de Selección de Jugadores de la NFL de 2022. Hizo su debut profesional con el equipo Washington Commanders, donde lleva jugando dos temporadas.